# Виница (област Шумен)
Вижте пояснителната страница за други значения на Виница.
Виница е бивше село в община Върбица, чието землище е залято от водите на язовир Тича през 1973 г., когато жителите са изселени.
Археологически проучвания в региона идентифицират селищна могила, наречена Клиседжик. Тя е населявана през ранния, средния и късния халколит, и е с диаметър 45 на 55 m и височина 6 m. Разположена е на 17 km южно от Велики Преслав, днес в чашата на язовир Тича. Източно и южно от могилата се е намирал некрополът. При разкопки на Ана Радунчева, Вера Антонова и Тотю Тотев през 1965 – 1969 г. са проучени пет жилищни хоризонта с дебелина на културния пласт 5 m. В началото на X век в района на селището се развива занаятчийското производство, обслужващо близката столица Преслав.
Селото е заличено на 30 ноември 1965 г. с Указ 881 на Президиума на Народното събрание от 25 ноември 1965 г.